# 守住勇魚
守住 勇魚（もりずみ いさな、嘉永7年11月8日（1854年12月27日） - 昭和2年（1927年）3月4日）は、日本の洋画家。徳島県徳島市出身。父は守住貫魚。妹に守住周魚がいる。

## 生涯
守住貫魚の次男として徳島市中央通に生まれる。幼年の頃から父に住吉派の絵を習う。明治4年3月から翌年8月まで、藩校の長久館内にある外国語学伝習所でドンクル・キュルチスに学ぶ。一方で明治5年（1872年）3月に父の家督を継いでいる。
明治8年（1875年）に上京し、5月5日国沢新九郎の私塾彰技堂で画学を学んだ。翌1876年に工部美術学校に入学。明治11年（1878年）に浅井忠らと工部美術学校を連袂退学し、十一会を結成。一時郷里の徳島に帰るが、翌1879年に大阪専門学校（後の第三高等学校）の画学教員に就任、明治29年（1896年）10月に三高助教授で依願免官になっている。また、明治28年（1895年）から大正6年（1917年）まで同志社の画学科を担当し、三高や京都高等工芸学校にも出講している。その間に京都に移り再び日本画を手掛ける。
工部美術学校出身者は勇魚のように教育者になった者は多いが、勇魚の場合は普通教育の中にあり、名を成した後輩を育てることはなかった。画家としては明治15,16年（1882-83年）に石版印刷工房臥龍館から『大成普通画学本』10冊を出版している。また、しばしば川島織物に依頼されて、錦綴の下絵を伝統的な着色日本画の様式で描いている。

## 作品
| 作品名               | 技法     | 形状・員数 | 寸法（縦x横cm） | 所有者         | 年代                                                        | 落款・印章 | 備考 |
| -------------------- | -------- | ---------- | --------------- | -------------- | ----------------------------------------------------------- | ---------- | ---- |
| 武具・文具曝涼図屏風 | 絹本著色 | 六曲一双   |                 | 川島織物文化館 | 武具図屏風:1900年（明治33年） 文具図屏風:1911年（明治44年） |            |      |
| 勿来関図             | 絹本著色 | 1幅        | 117.1x41.1      | 泉屋博古館分館 | 1920年（大正9年）                                           |            |      |

## 参考資料
- 青木茂 「工部美術学校画学生徒列伝」、『油画初学』 筑摩書房、1987年、261-262頁 ISBN 4-480-87110-1
- 山梨絵美子 『日本の美術349 高橋由一と明治前期の洋画』 至文堂、1995年 ISBN 978-4-7843-3349-3
- 仲田耕三 「守住勇魚に関する守住家資料について」（PDF）『徳島県立近代美術館研究紀要　第12号』 2011年3月